# Purpura i czerń
Purpura i czerń (tytuł oryginalny The Scarlet and the Black) – film fabularny (dramat wojenny) z 1983 roku, powstały w koprodukcji amerykańsko-brytyjsko-włoskiej w reżyserii Jerry’ego Londona.

## Obsada
- Gregory Peck jako Hugh O’Flaherty
- Christopher Plummer jako Herbert Kappler
- Fabiana Udenio jako Guila Lombardo
- John Gielgud jako Pius XII
- Raf Vallone jako ojciec Vittorio
- Barbara Bauchet jako Mina Kappler
- John Terry jako porucznik Jack Manning
- Kenneth Colley jako kapitan Hirsch
- Walter Gotell jako generał Max Helm

## Fabuła
Akcja filmu rozpoczyna się w 1943 r., w momencie przejęcia władzy nad Rzymem przez siły hitlerowskie. Pochodzący z Irlandii ojciec Hugh O’Flaherty (Gregory Peck) przewodzi tajnej organizacji mającej na celu udzielanie pomocy przede wszystkim zbiegłym z obozów jenieckich żołnierzom alianckim, szukającym pomocy w Watykanie, ale także ludności żydowskiej. Szef rzymskiego gestapo, płk Herbert Kappler (Christopher Plummer), za wszelką cenę dąży do przejęcia całkowitej władzy nad miastem i wyeliminowania przeciwników. Życie ojca O’Flaherty jest narażone na niebezpieczeństwo. Scenariusz został oparty na podstawie powieści J.P. Gallaghera The Scarlet Pimpernel of the Vatican.
Film opowiada o życiu człowieka, który dla ratowania innych naraża własne życie. Ponadto ukazuje sytuację panującą w Watykanie i okupowanym Rzymie w czasach II wojny światowej.